# Peter Hewitt
Peter Hewitt (Brighton, Inglaterra; 9 de octubre de 1962) es un director de cine británico.

## Filmografía

### Director
- Mostly Ghostly: Have You Met My Ghoulfriend? (2014)
- Home Alone: The Holiday Heist (2012) (televisión)
- The Maiden Heist (2009)
- Zum (2006)
- Garfield: la película (2004)
- Thunderpants (2002) (como Pete Hewitt)
- Princess of Thieves (2001) (televisión)
- Whatever Happened to Harold Smith? (1999)
- The Borrowers (1997)
- Tales from the Crypt (1 episodio, 1996)
  - Confesión (1996)
- Tom y Huck (1995)
- Wild Palms (1993) (miniserie de televisión - horas 1 y 2)
- Bill & Ted's Bogus Journey (1991) (como Pete Hewitt)
- The Candy Show (1989) (cortometraje)